# Leandro Fernández de Moratín
Pour les articles homonymes, voir Leandro Fernández, Fernández et Moratín.
Leandro Fernández de Moratín, né à Madrid le 10 mars 1760 et mort à Paris le 2 juin 1828, est un poète et dramaturge espagnol.

## Biographie
Son père est l'écrivain et avocat Nicolás Fernández de Moratín et sa mère Isidora Cabo Conde. À quatre ans, il est malade de la variole, ce qui aigrit son caractère, le rendant asocial et timide. Il ne fait pas d'études universitaires, et commence à travailler comme employé dans une bijouterie. À vingt ans, il est follement amoureux de Sabina Conti, une fille de quinze ans, que l'on oblige à se marier par convenance avec un oncle qui a le double de son âge. Cette expérience obsèdera Moratín, qui la reprend plusieurs fois dans son œuvre.
Sur le plan politique, Leandro Fernández de Moratín fait partie des « afrancesados », ces intellectuels espagnols croyant en la mission régénératrice de Joseph Ier. Leandro Fernández de Moratín espère construire une société basée sur la « raison, la justice et le pouvoir ». Se sentant menacé par les patriotes espagnols révoltés contre les troupes de Napoléon, il vient se réfugier dans le château de Peñiscola tenu par les Français. Il vit le siège mené par les troupes espagnoles commandées par le général Elío qui bombardent intensément la ville, et dont il laisse un récit.
Il s'exile ensuite en France, où il retrouve ses amis Francisco de Goya et Manuel Silvela y García de Aragón. Il partage d'ailleurs avec ce dernier d'avoir été admis parmi les Arcades de Rome, sous le nom de « Inarco Celenio ».
À sa mort, il est inhumé au cimetière du Père-Lachaise (25e division) avant d'être transféré le 5 octobre 1855 au cimetière Saint-Isidore à Madrid.

## Œuvre
Comme auteur, il a écrit autant des œuvres sérieuses (odes, élégies, lettres) que satiriques, mais c'est au théâtre qu'il a obtenu ses plus grands succès. Moratín s'est orienté vers la comédie, abordant de front les thèmes domestiques et sociaux avec l'idée de servir d'exemple. Cependant, sa production théâtrale se réduit à cinq pièces: 
- El viejo y la niña,
- La mojigata, dans laquelle il fait la satire de l'éducation hypocrite et trop stricte,
- El barón,
- La comedia nueva o el café, dans laquelle il critique le drame populaire de son temps de manière générale, et en particulier ceux du dramaturge Luciano Comella, dont la première est jouée au Teatro del Principe (actuel Teatro Español) de Madrid [3].
- El sí de las niñas (1806).

Il a également traduit Molière et il a été le premier à traduire en castillan l’Hamlet de Shakespeare. Enfin, on ne doit pas oublier son essai et son anthologie sur le théâtre espagnol dans Orígenes del teatro español.
Sa production la plus connue est El sí de las niñas. Dans celle-ci Moratín traite un problème bien de son époque : celui des mariages de convenance, qu'imposaient beaucoup de parents à leurs enfants. L'argument est le suivant :
La jeune doña Francisca (Paquita), qui a été éduquée dans un couvent de sœurs de Guadalajara, est destinée par sa mère, doña Irene, à épouser le vieux don Diego. La jeune, de son côté, est amoureuse de don Carlos, un militaire qui est le neveu de don Diego. L'action se passe dans une auberge de Alcalá de Henares où accourt don Carlos pour empêcher la noce de sa bien-aimée sans savoir qu'elle est la promise de son propre oncle. Quand il réussit à connaître le projet de celui-ci, don Carlos renonce à son amour, mais don Diego comprend que les jeunes s'aiment et c'est lui qui généreusement se sacrifie, bénissant l'union de doña Francisca et de don Carlos, contre les souhaits de l'autoritaire doña Irene. La comédie se plie à la règle néoclassique des trois unités : l'œuvre contient une seule histoire (unité d'action), qui se déroule dans un lieu unique et en un seul jour (unité de temps).
La plus connue de ses œuvres en prose est la Derrota de los pedantes.

## Éditions en français
- Son récit de voyage en Angleterre, Apuntaciones sueltas de Inglaterra a été traduit en français par Jean Monfort, sous le titre Carnets de voyage en Angleterre.
- Ses comédies ont été traduites en 1855 par Ernest Hollander[4].